# أوتاتن (آيت الرخا)
أوتاتن هي إحدى مشيخات المملكة المغربية، تتبع جغرافيا لإقليم سيدي إفني وإداريًا لآيت الرخا. يقدر عدد سكانها بـ 2861 نسمة حسب الإحصاء الرسمي للسكان والسكنى لسنة 2004.